# Лэссё, Фредерик
Вернер Ханс Фредерик Абрахамсон Лэссё (дат. Werner Hans Frederik Abrahamson Læssøe; 23 сентября 1811, Копенгаген — 25 июня 1850, Гридескоф) — датский офицер, участник Датско-прусской войны 1848 года.

## Биография
В 1830 году Лэссё поступил на службу лейтенантом пехотного полка, в 1832—1836 гг. учился в Военном училище, затем служил в генеральном штабе, где в 1842 году был произведен в капитаны. В течение нескольких лет он занимался картографией, в том числе разрабатывал планы водоснабжения Хедесельскабета, а в 1844—1845 годах служил преподавателем в военной академии, но был снят с должности по политическим причинам.
В начале Первой Шлезвигской войны Лэссё был начальником штаба военного командования. Он участвовал в сражениях при Бау, Нюбеле и Дюббёле. Вскоре Лэссё вступил в конфликт с военным министром Антоном Фредериком Чернингом, который усомнился в компетентности руководства армии. После результате поражения при Эгернфёрде военный министр Хансен, который сменил Чернинга на посту, сместил верховного командующего датской армии генерала Кристофа фон Крога вместе с его начальником штаба Лэссё.
Но когда в 1849 году генерал Олаф Рёй получил приказ возглавить наступление датской армии, Лэссё был переведен к нему в штаб, после чего принял участие в битве при Коллинге, однако само сражение вскоре было проиграно.
В 1850 году Лэссё был произведен в полковники, после чего принял командование над 12-й батальоном. Лэссё выступил вместе со своим батальоном в битве при Истеде, где пал во время боя. Был похоронен во Фленсбурге.

## Память
В честь него названы улицы в Орхусе, Копенгагене и Коллинге.